# Relations entre la république démocratique du Congo et la France
Les relations entre la RDC et la France désignent les relations diplomatiques bilatérales s'exerçant entre, d'une part, la république démocratique du Congo, État d'Afrique centrale, et de l'autre, la République française, État principalement européen.

## Histoire
Peu après l'échec de la sécession katangaise, la république démocratique du Congo (RDC), alors appelé République du Congo, signa un traité de coopération technique et culturelle avec la France. Sous la présidence de Charles de Gaulle, les relations diplomatiques entre les deux pays se renforcèrent et se resserrèrent progressivement en raison de leurs nombreux intérêts géopolitiques communs. 
En 1961, la France envoie le colonel Roger Trinquier pour soutenir Mobutu Sese Seko dans sa prise de pouvoir.
En 1977, Valéry Giscard d'Estaing décide d’engager l’armée française au Zaïre, nom de la RDC durant cette période, pour aider Mobutu, dont le régime menaçait de s'écrouler face à la percée des rebelles du Front national de libération du Congo lors de la première guerre du Shaba. La France intervient de nouveau l’année suivante lors de la deuxième guerre du Shaba.
En 1994, au cœur du génocide des Tutsi au Rwanda, Mobutu Sese Seko autorise la France à utiliser la région du Kivu comme base arrière de l'opération Turquoise. Une opération militaire française devant mettre fin aux massacres au Rwanda, mais controversée en raison de son timing, des liens politiques avec le gouvernement rwandais avant le génocide, et des allégations d’avoir facilité l’évasion de responsables du génocide.

En janvier 2025, des manifestants à Kinshasa, capitale de la république démocratique du Congo, ont attaqué plusieurs ambassades étrangères, dont celles de France, de Belgique, du Kenya, du Rwanda, d'Ouganda et des États-Unis. Ces manifestations étaient une réponse à l'escalade du conflit dans l'est de la RDC, qui a entraîné le déplacement de centaines de milliers de personnes, les manifestants exigeant que la communauté internationale fasse pression sur le Rwanda au sujet de son soutien au Mouvement du 23 mars (M23). Le ministre français des Affaires étrangères, Jean-Noël Barrot, a condamné ces attaques, les qualifiant d'« inacceptables » et a assuré que des mesures étaient prises pour assurer la sécurité du personnel et des citoyens français.

## Période contemporaine

### Dimension culturelle
Le français est la langue officielle de la république démocratique du Congo, et la république démocratique du Congo comme la France sont membres de plein droit de l'Organisation internationale de la francophonie.
Plusieurs Alliances françaises et Instituts français sont implantés en RDC (notamment l'Institut français à Kinshasa), tout comme le lycée français René Descartes de Kinshasa. La France forme certains fonctionnaires congolais à l'École Nationale d'Administration.

### Sur le plan politique
La France s'est engagée auprès de l'Union Européenne et du Conseil de sécurité de l'ONU à faire respecter les droits de l'homme, la démocratie et la Constitution congolaise en RDC à la fin du deuxième mandat du président Kabila. 
La France soutient la république démocratique du Congo dans les domaines de l'alimentation et de la santé. L'engagement français dans le domaine de l'aide alimentaire s'est renforcé depuis la crise alimentaire de 2008, pour atteindre 17 millions d'euros entre 2008 et 2012.

### Relations économiques
De la RDC, la France importe des produits agro-alimentaires principalement. La RDC importe de France des produits pharmaceutiques et des équipements mécaniques.
La république démocratique du Congo bénéficie du soutien d'experts français pour améliorer ses performances budgétaires et administratives, conformément au Contrat de désendettement et de développement (C2D) conclu entre les deux pays. 